# Amalgam Comics

Fan in Verkleidung als Dark Claw, der verschmolzenen Figur aus Batman (DC) und Wolverine (Marvel); Cosplay 2008

Amalgam Comics war ein fiktiver Comicverlag der aus einer Zusammenarbeit von DC Comics und Marvel Comics 1996 entstand. Die Helden von DC und Marvel sind dabei miteinander verschmolzen, so entstand z. B. Super-Soldier aus Superman (DC) und Captain America (Marvel). Die deutschen Ausgaben erschienen unter dem Titel DC gegen Marvel bzw. DC / Marvel 1996 und 1997 beim Dino Verlag, der damals die DC-Comics im deutschsprachigen Raum veröffentlichte.

## DC vs. MarvelundMarvel vs. DC
In der vierteiligen Miniserie DC vs. Marvel (#1 und 4) bzw. Marvel vs. DC (#2 und 3) ließen die beiden Verlage die größten Helden ihrer Comic-Universen gegeneinander antreten, um über das Schicksal der Welten zu entscheiden. Der Ausgang mehrerer dieser Kämpfe wurden von Fans durch Online-Abstimmungen bestimmt.
Die Kämpfe führten zum Ergebnis von 6:5 für Marvel, ein zwölfter und letzter Kampf konnte nicht beendet werden. Um die völlige Vernichtung des DC-Universum abzuwenden, verschmolzen zwei mächtige Wesen die Universen miteinander und schufen so das Amalgam-Universum.

## Amalgam-Universum
Zwei Monate lang veröffentlichten Marvel und DC Amalgam Comics, ein Comic-Universum, in welchem ihre jeweiligen Charaktere miteinander verschmolzen waren und nur eine Figur namens Access, ein Wanderer zwischen den Universen, die Wahrheit kannte. Amalgam Comics wurde einem echten Verlag, der seit den 1940ern existierte, gleich behandelt. So spielten einige der publizierten Geschichten im Zweiten Weltkrieg und es gab fiktive Großereignisse, die Verschmelzungen echter Comic-Events von Marvel und DC waren. Access gelang es schließlich, die beiden Universen mit Hilfe der Amalgam-Helden wieder zu trennen. Seither gab es einen Versuch, das Amalgam-Universum wiederzubeleben, doch die dreiteilige Miniserie All Access brachte nicht den erhofften Erfolg.

## Charaktere

### Helden
- Amazon = Wonder Woman (DC) + Storm (Marvel)
- Antimony = Platin (DC) + Scarlet Witch (Marvel)
- Beastling = Changeling/Beast Boy (DC) + Beast (Marvel)
- Bismuth = Chunk (DC) + Blob (Marvel)
- Bruce Wayne – Agent von S.H.I.E.L.D. = Bruce Wayne (DC) + Nick Fury (Marvel)
- Catsai = Catwoman (DC) + Elektra (Marvel)
- Cobalt = Gold (DC) + Mastermind (Marvel)
- Dare = Deathstroke (DC) + Daredevil (Marvel)
- Dark Claw = Batman (DC) + Wolverine (Marvel)
- Dr. Strangefate = Doctor Fate (DC) + Doctor Strange (Marvel) + Professor X (Marvel)
- Elastigirl = Elasti-Girl (DC) + Domino (Marvel)
- Ferro Man = Cliff Steele (DC) + Colossus (Marvel)
- Huntress = Huntress (DC) + Carol Danvers (Marvel)
- Iron = Eisen (DC) + Unus (Marvel)
- Iron Lantern = Green Lantern (DC) + Iron Man (Marvel)
- JLX = JLA (DC) + X-Men (Marvel)
- Kokoro = Katana (DC) + Psylocke (Marvel)
- Lobo the Duck = Lobo (DC) + Howard the Duck (Marvel)
- Magneto = Will Magnus (DC) + Magneto (Marvel)
- Magneto and his Magnetic Men = Metal Men (DC) + Brotherhood of Evil Mutants (Marvel)
- Monarch = Monarch (DC) + War Machine (Marvel)
- Moonwing = Nightwing (DC) + Moon Knight (Marvel)
- Nickle = Quecksilber (DC) + Quicksilver (Marvel)
- Sparrow = Robin (DC) + Jubilee (Marvel)
- Speed Demon = Demon (DC) + Ghost Rider (Marvel) + Flash (DC)
- Spider Boy = Superboy (DC) + Spider-Man (Marvel)
- Super-Soldier = Superman (DC) + Captain America (Marvel)
- Trevor Castle = Steve Trevor (DC) + Punisher (Marvel)
- X-Patrol = Doom Patrol (DC) + X-Men (Marvel)

### Schurken
- Baron Zero = Mr. Freeze (DC) + Baron Strucker (Marvel)
- Big Question = Riddler (DC) + Kingpin (Marvel)
- Deadeye = Deadshot (DC) + Bullseye (Marvel)
- Deathlock = Jason Todd (DC) + Deathlok (Marvel)
- Dr. Doomsday = Doomsday (DC) + Dr. Doom (Marvel)
- Galactiac = Brainiac (DC) + Galactus (Marvel)
- Green Goblin = Two-Face (DC) + Green Goblin (Marvel)
- Green Skull = Lex Luthor (DC) + Red Skull (Marvel)
- Hyäne = Joker (DC) + Sabretooth (Marvel)
- Lethal = Cheetah (DC) + Kraven (Marvel)
- Night Spectre = The Spectre (DC) + Nightmare (Marvel)
- Nuke = Bane (DC) + Nuke (Marvel)
- Scarecrow = Scarecrow (DC) + Scarecrow (Marvel)
- Selina Luthor = Catwoman (DC) + Viper (Marvel)
- Thanoseid = Darkseid (DC) + Thanos (Marvel)
- Ultra-Metallo = Metallo (DC) + Ultron (Marvel)